# Hakenecho

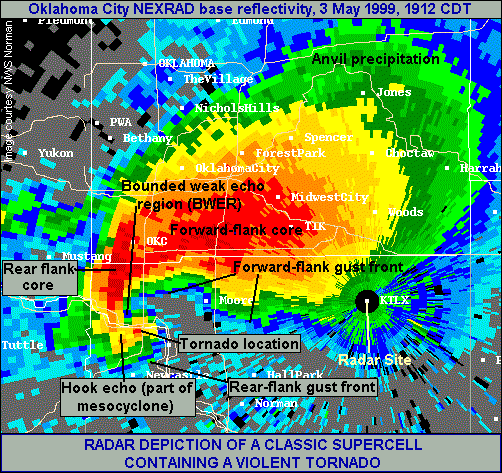
Radarecho eines Superzellengewitters mit Hakenecho. Im Moment der Aufnahme war an diesem Gewitter ein Tornado aktiv. Zugrichtung des Gewitters ist Nordost.

Zum Vergleich: Schema einer klassischen Superzelle. U: Aufwind (Updraft), RFD: Rückseitiger Abwind (Rear flank downdraft), FFD: Vorderseitiger Abwind (Forward Flank Downdraft) V: V-Notch, eine V-förmige Kerbe im Niederschlagsecho, tritt nicht immer auf. Der Pfeil markiert das Einströmen feucht-warmer Luft in Bodennähe. Die Frontlinien markieren Grenzlinien zwischen relativ warmer und relativ kalter Luft (Pseudowarmfront und Pseudokaltfront). Die geschwungene äußere Linie symbolisiert den Amboss.

Als Hakenecho (engl.: Hook echo) wird ein spezielles hakenförmiges Muster auf dem Schirm eines Niederschlagsradars bezeichnet. Es erscheint dabei ein hakenförmiger Fortsatz am Radarabbild („Echo“) des Niederschlags (Regen und häufig auch Hagel) eines Gewitters. Dieser Haken befindet sich für gewöhnlich im rechten, rückwärtigen Teil des Gewitters (in Bewegungsrichtung gesehen). Das Hakenecho ist ein wesentliches Indiz für das Vorhandensein eines rotierenden Aufwindbereichs, der Mesozyklone. Sein Erscheinen legt die Vermutung nahe, dass es sich bei dem Gewitter um eine Superzelle mit hohem Tornadorisiko handelt. Es entsteht durch Niederschlag, der durch die Rotation um die niederschlagsarme Mesozyklone herumgewickelt wird. Die „Hit-rate“ beträgt 16 %, also in 16 % der Fälle, in denen man aufgrund eines Hakenechos einen Tornado vermutete, trat ein solcher tatsächlich ein.
Ein sehr starker Tornado kann auf dem Radar als sogenannter „Debris ball“ oder „tornadic debris signature“ sichtbar werden. Dabei handelt es sich um eine annähernd kreisförmige Stelle mit hoher bis höchster Reflektivität, die sich an der Spitze des Hakenechos befindet. Die Ursache für den Debris ball sind vom Tornado angesaugte und aufgewirbelte Trümmer, die das Radarsignal reflektieren.
Ein Hakenecho wurde erstmals am 9. April 1953 von einem Radargerät am Willard Airport bei Champaign (Illinois) aufgezeichnet. Das Echo konnte mit einem Gewitter und einer Tornadospur in Zusammenhang gebracht werden.

Der National Weather Service in den USA betrachtet das Erscheinen eines Hakenechos als ausreichenden Grund für eine Tornadowarnung.